# Aphanicerca chanae
Aphanicerca chanae is een steenvlieg uit de familie Notonemouridae. De wetenschappelijke naam van de soort is voor het eerst geldig gepubliceerd in 1999 door Picker & Stevens.